# ۵۱۹ (میلادی)
۵۱۹ (میلادی) پانصد  و نوزدهمین سال تقویم میلادی است.

## درگذشتگان
‎